# Свети Еразъм (Охрид)
„Свети Еразъм“ (на македонска литературна норма: „Свети Еразмо“) е православна скална църква, разположена край град Охрид, Северна Македония.
Църквата е на два километра от Охрид, отдясно на пътя Охрид – Струга, в склоновете на Гъбавския рид. На рида над нея е разкрита раннохристиянската базилика „Свети Еразъм“.
Пещерната църква е с дълга история и многократно е преправяна. Църквата и конаците са използвани от малко калугерско братство.
Живописта е от три периода, като в най-стария слой е идентифициран образът на Свети Еразъм Охридски от XIII век. Образът на Свети Еразъм е изобразен и във втори период - в XVI век. Внимание заслужава и образът на византийския император Андроник II Палеолог. Според други източници образът е на Михаил VIII Палеолог или на Теодор Комнин Дука.